# Taenaris appina
Taenaris appina är en fjärilsart som beskrevs av Hans Fruhstorfer 1904. Taenaris appina ingår i släktet Taenaris och familjen praktfjärilar. Inga underarter finns listade i Catalogue of Life.